# William Jebor
William Jebor (Monrovia, Condado de Montserrado, Liberia, 10 de noviembre de 1991) es un futbolista liberiano. Juega como delantero y su equipo actual es el Al-Nassr de la Liga Profesional Saudí. Es internacional por la selección de Liberia.

## Trayectoria
Jebor fue el máximo goleador de la Primera División de Egipto en la temporada 2012/13 jugando para El-Geish. Marcó 10 goles en 9 partidos.
Jugó en la SD Ponferradina, de Segunda División.